# Lista de personagens de Flashpoint
A seguinte lista inclui uma breve apresentação dos personagens da série Flashpoint.

## Personagens principais

### Ed Lane
- Ator: Hugh Dillon
- Ed Lane é o primeiro atirador da equipe da SRU. Apesar de ter sido treinado para usar a força, fica constantemente perturbado por ter que fazer em público, a missão de salvar a vida a alguém. Devido à natureza do seu trabalho, Ed tem alguns problemas com a sua mulher, Sophia, e com o seu filho, Clark e em alguns momentos, sente-se mais ligado aos seus colegas de trabalho, do que à sua família.

### Julianna "Jules" Callaghan
- Atriz: Amy Jo Johnson
- Julianna, ou apenas Jules, é a única mulher da equipe. Ela é a segunda atiradora e é especialista em rappel. Antes de ser transferida para a Strategic Response Unit, Jules pertencia a Policia Montada do Canadá. Dentro da nova equipe, Jules tem a ajuda de Gregory Parker, que vem a ensinando a como exercer o papel de negociadora. Ela sente-se atraída por Sam Braddock desde o momento em que o ex-militar entrou para a equipe.

### Sam Braddock
- Ator: David Paetkau
- Sam juntou-se à equipe da SRU depois de se ter envolvido nas operações de combate no Afeganistão. Devido a essa sua experiência, ele chegou ao ponto de acreditar que a força letal é mais eficaz do que o diálogo para resolver algumas situações, o que não é bem visto aos olhos de alguns dos seus colegas. Desempenha as funções de atirador na equipe e sente-se emocionalmente atraído por Jules.

### Gregory "Greg" Parker
- Ator: Enrico Colantoni
- Gregory, ou apenas Greg, é o sargento da equipe e também assume o papel de negociador nas situações de crise. Como tal, ele prefere resolver as situações através do diálogo do que através da força. Aprendeu as técnicas de negociação enquanto viveu com o seu pai. É divorciado e não tem muito contato com o seu filho devido à sua profissão, e essa é a única coisa de que se arrepende. Greg lembra sempre os seus colegas que é preciso manter a calma durante uma operação da Unidade.

## Personagens secundários

### Michelangelo "Spike" Scarlatti
- Ator: Sergio Di Zio
- Mike, conhecido pelos seus amigos pelo nome de Spike, é o homem tecnológico da equipe. Especialista em bombas, sempre desempenha as funções ligadas aos equipamentos de alta tecnologia. Simpático e divertido, busca sempre estar em contato com sua criança interior. Spike é um ótimo ouvinte e pacificador, odiando ver as pessoas brigarem. É grande amigo de Lou Young.

### Kevin “Wordy” Wordsworth
- Ator: Michael Cram
- Kevin Wordy, ou somente Wordy como é chamado pelos seus colegas, é o tipo de policial perfeccionista e correto, que gosta  de ver tudo sempre em seu lugar certo. Wordy ama ser policial, adora crianças e animais e mulheres em perigo. Ele é muito sensível e visa o heroísmo por um lado romântico, tudo ligado em manter o mundo a salvo para as suas três filhas e sua mulher.

### Lou Lewis Young
- Ator: Mark Taylor
- Lou ingressou na polícia e na equipe da SRU como operador de armas não letais depois de ter abandonado a sua vida de gangster. Os seus conhecimentos sobre gangs de rua são uma ajuda preciosa para a equipe em diversas missões. Trabalha sempre perto se seu amigo Spike e almeja em ser sargento. Deixou a equipe na metada da segunda temporada

### Amanda Luria
- Atriz: Ruth Marshall
- A Doutora Amanda Luria trabalha para a Strategic Response Unit como psicóloga, especialmente em casos com criminosos violentos, em que há negociações de reféns ou em situações de stress pós-traumático. Na maioria das vezes, ela entrevistava parentes de reféns e sequestradores, ajudando a equipe a entender melhor os casos. Parou de trabalhar para a equipe no final da primeira temporada.

### Leah Kerns
- Atriz: Olunike Adeliyi
- A policial Leah Kerns, participou de vários recrutamentos da SRU e demorou para conseguir um lugar no equipe 1. Ela trabalhou bastante tempo no corpo de bombeiros de Toronto e tem experência em missões de alto risco.

### Rafik "Raf" Rousseau
- Ator: Cle Bennett
- O oficial Rafik Rousseau, ou apenas Raf, entrou na equipe na quarta temporada para substituir Wordy. Ele é audacioso e quer aprender o mais rápido possivel sobre como é ser um membro da equipe 1. Raf tem um passado triste envolvendo o seu pai, que está preso há 15 anos. Raf sente falta de seu pai e guarda uma foto dele em seu armario. Ele também é músico e toca piano e canta.

### Winnie Camden
- Atriz: Tattiawna Jones
- A atendente da base da SRU, Winnie Camden, é responsável por atender as chamadas (hot calls) e passar as todas as informações recebidas aos membros da equipe um. Antes de Winnie, quem fazia sua função era outra atendente, Kira Marlowe (Pascale Hutton).

## Personagens recorrentes

### Sophie Lane
- Atriz: Janaya Stephens
- Sophie é a esposa de Ed e eles são casados há 15 anos. Ela gosta de ler e trabalha em um serviço de buffer. Tem um filho, Clark Lane (Tyler Stentiford) , que pretende estudar música, e posteriormente tem uma filha, que recebe o nome de Isabel.

### Donna Sabine
- Atriz: Jessica Steen
- Donna Sabine passou pelo recrutamento para substituir temporariamente Jules. Ela se mostrou impulsiva, autoritaria e teve sua personalidade questionada pelo próprio sargento. Apesar disso, conquistou a confiança de Ed.

### Doutor Toth
- Ator: Victor Garber
- O psicólogo e militar Doutor Toth aparece pela primeira vez no final da terceira temporada, colocando a união da equipe em risco. O objetivo dele é descobrir as falhas e segredos que estão ocultos e com isso poder dividir a equipe.

### Steve
- Ator: Steve Boyle
- O paramédico Steve é um amigo dos tempos de colegial de Jules. Desde a época que estudam juntos, ele nutre um sentimento especial por ela, mas Steve percebe o envolvimento emocional que a policial tem com Sam.

### Natalie Braddock
- Atiz: Rachel Skarsten
- Natalie é irmã de Sam. Os dois perderam uma irmã, e durante a quarta temporada passam a dividir o mesmo apartamento. Ao conhecer a equipe de trabalho de seu irmão, Natalie passa a sentir algo por Spike.